# Albert Lévy (photographe)
 (août 2024).
 (août 2024).
La mise en forme du texte ne suit pas les recommandations de Wikipédia : il faut le « wikifier ».
Les points d'amélioration suivants sont les cas les plus fréquents. Le détail des points à revoir est peut-être précisé sur la page de discussion.
- Les titres sont pré-formatés par le logiciel. Ils ne sont ni en capitales, ni en gras.
- Le texte ne doit pas être écrit en capitales (les noms de famille non plus), ni en gras, ni en italique, ni en « petit »…
- Le gras n'est utilisé que pour surligner le titre de l'article dans l'introduction, une seule fois.
- L'italique est rarement utilisé : mots en langue étrangère, titres d'œuvres, noms de bateaux, etc.
- Les citations ne sont pas en italique mais en corps de texte normal. Elles sont entourées par des guillemets français : « et ».
- Les listes à puces sont à éviter, des paragraphes rédigés étant largement préférés. Les tableaux sont à réserver à la présentation de données structurées (résultats, etc.).
- Les appels de note de bas de page (petits chiffres en exposant, introduits par l'outil «  Source ») sont à placer entre la fin de phrase et le point final[comme ça].
- Les liens internes (vers d'autres articles de Wikipédia) sont à choisir avec parcimonie. Créez des liens vers des articles approfondissant le sujet. Les termes génériques sans rapport avec le sujet sont à éviter, ainsi que les répétitions de liens vers un même terme.
- Les liens externes sont à placer uniquement dans une section « Liens externes », à la fin de l'article. Ces liens sont à choisir avec parcimonie suivant les règles définies. Si un lien sert de source à l'article, son insertion dans le texte est à faire par les notes de bas de page.
- La présentation des références doit suivre les conventions bibliographiques. Il est recommandé d'utiliser les modèles {{Ouvrage}}, {{Chapitre}}, {{Article}}, {{Lien web}} et/ou {{Bibliographie}}. Le mode d'édition visuel peut mettre en forme automatiquement les références.
- Insérer une infobox (cadre d'informations à droite) n'est pas obligatoire pour parachever la mise en page.

Pour une aide détaillée, merci de consulter Aide:Wikification.
Si vous pensez que ces points ont été résolus, vous pouvez retirer ce bandeau et améliorer la mise en forme d'un autre article.
Pour les articles homonymes, voir Lévy et Albert Lévy.
Albert  Lévy (1847-1931), est un photographe français très prolifique entre les années 1870-1890.  

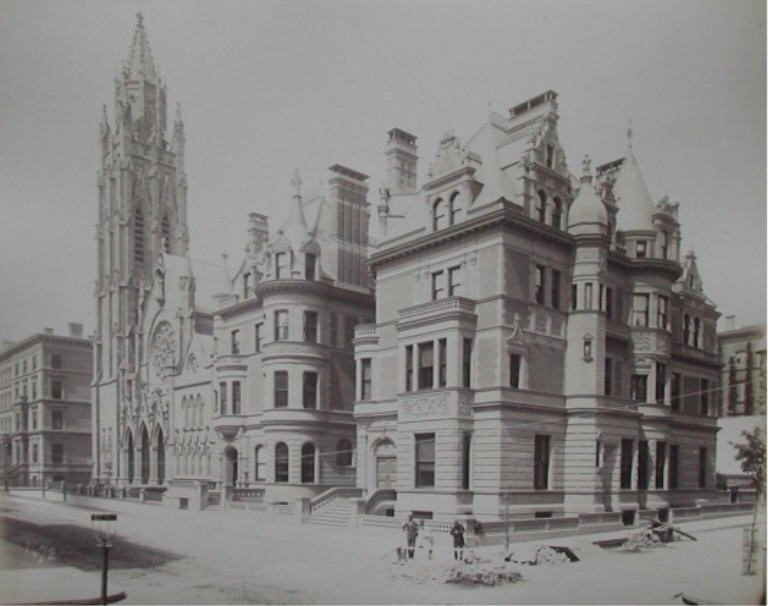
De L'Architecture américaine. Avenue à 54th Street, New York, NY. Dr. Stewart Webb et H. McKinley Twombly residences. Construit pour la fille de William H. Vanderbilt. Architecte C.B. Atwood. Photographie par Albert Levy de 1885.

 Pionnier en photographie d'architecture, il a centré son travail en Europe et aux États-Unis.
Un catalogue de ses œuvres fait état de 2 500 titres. Il couvre la France, l'Italie, l'Allemagne, le Royaume-Uni, l'Autriche, les Pays-Bas, la Suisse et les États–Unis. Ce fut l'un des premiers photographes à avoir un studio des deux côtés de l'océan Atlantique, à Paris et à New York. Sa plus grande contribution à la documentation historique sont les Albert Levy's architectural photographic Series (Séries photographiques architecturales d'Albert Lévy) de 1870. Ce sont des albums de 30 à 40 photos d'architecture des États-Unis de 20 × 24 cm. environ. Il y a environ 36 séries.

## Biographie
Albert Lévy est né en France en 1847 comme nous le montre le Bureau du recensement des États-Unis. Il est arrivé aux États-Unis en 1876, à l'âge de 33 ans en tant que photographe. Ses parents sont nés en France. En 1880, il était enregistré comme libraire au Bureau de recensement des États-Unis.

## Activités
Certaines références nous indiquent qu'Albert Lévy exerçait comme libraire, éditeur et fabricant, mais c'est en tant que photographe qu'il travaille le plus entre 1870 et 1890. Il a travaillé en France en 1876 ainsi qu'aux États-Unis de 1880 à 1890.
Ce fut l'un des rares photographes à avoir deux studios à la fois, l'un en Amérique et l'autre en Europe. Il en a même bâti davantage :
- 4 Bond Street à New York en 1880[5]
- 34 ½ Pine Street à New York en 1887[6]
- 19, rue de la Chaussée-d'Antin à Paris[6]
- 22 janvier 1901, avenue Pinel à Asnières-sur-Seine[6].

Mis à part son métier de photographe et de libraire, il fut l'un des pionniers dans la fabrication de plaques sèches (gelatin dry plates) en 1878. 
Le travail qu'il a réalisé l'a mené à devenir l'un des tout premiers concurrents de George Eastman,. Il fut aussi éditeur et son catalogue se trouve à la Bibliothèque nationale de France ainsi que dans la Bibliothèque Avery d'architecture et des beaux-arts.

## Photographie
La principale activité d'Albert Lévy était la photographie d'architecture et c'est en 1870 qu'il a produit le plus gros de son travail. Il a commencé à travailler en Europe puis il est allé aux États-Unis à l'âge de 33 ans tout en continuant à travailler en Europe. Son catalogue de 1887 (2 500 titres) montre qu'il a pratiqué la photographie en France, en Italie, en Allemagne, au Royaume-Uni, en Autriche, aux Pays-Bas, en Suisse et aux États-Unis. 
L'album qui rassemble les photos est du Standard suivant.
- Photographies albuminés 20 × 24 cm
- Carton 29×41
- Albums contenant chacun 30 à 40 photos

Il a concentré son travail sur les nouveaux édifices d"importants architectes (Herbert Brothers), Richard Morris Hunt, George Browne Post, R.H. Richardson, Peabody and Stearns, Villet le Duc, Baumier (père) ou Guérinot ainsi que d'importants propriétaires (William Henry Vanderbilt, Cornelius Vanderbilt, Samuel J. Tilden et John Harjés).
Sa plus grande contribution à l'histoire est constitué des Albert Levy's Architectural photographic series, collection contenant au moins 36 albums de 30 à 40 photographies albuminés, sur l'architecture des États–Unis en 1870. Elles montrent Washington, Baltimore, Boston, New York, Philadelphie, Albany, Chicago, Cleveland, Brooklyn, Rochester, Buffalo, Détroit et Milwaukee, entre autres. 
Il a créé les séries selon le type d'édifices photographiés.
En voici quelques exemples,,:
- Albert Levy's Photographic Series of Modern American Architecture: First Series, Private City Dwellings.
- Albert Levy's Photographic Series of Modern American Architecture: Second Series, Country Dwellings.
- Albert Levy's Photographic Series of Modern American Architecture: Third series, French Gothic and Renaissance, Civil and Domestic Architecture, New York
- Albert Levy's Photographic Series of Modern American Architecture: Fifth Series, Messrs. Vanderbilt's Mansions
- Albert Levy's Photographic Series of Modern American Architecture: Ninth Series, Street Fronts.
- Albert Levy's Photographic Series of Modern American Architecture: Tenth Series, Sea Shore Cottages and Country Houses
- Albert Levy's Photographic Series of Modern American Architecture: Twelfth Series, Modern Street Architecture of Berlin, Street Fronts and Apartment Houses.
- Albert Levy's Photographic Series of Modern American Architecture: Sixteenth Series, American Private City Dwellings
- Albert Levy's Photographic Series of Modern American Architecture: Thirty-First Series, Street Fronts, Stores, Office Buildings, Etc.
- Albert Levy's Photographic Series of Modern American Architecture: Thirty-Third series, American City and Country Residences, etc., New York.
- Albert Levy's Photographic Series of Modern American Architecture: Thirty-Fifth Series, Sea Shore Cottages And Country Houses, Bar Harbor, Mount Desert, Maine
- Albert Levy's Photographic Series of Modern American Architecture: Thirty-Sixth Series, Sea-Shore Cottages, Etc., Newport, R.I., And Long Branch, N.J

La seule archive sur l'architecture des États-Unis au XIXe siècle fut éditée plus tard par André, Daly fils et Cie (éditeur français spécialisés dans l'architecture) afin de recueillir le meilleur des séries d'architecture d'Albert Lévy dans l'album L'Architecture américaine qui fut montré en Europe. 
Cette collection est de trois séries d'albums :
- 1st Series: Public Buildings
- 2nd Series: Private Urban Residences
- 3rd Series: Suburban Homes

Chaque série contient 36 photos qui sont toutes décrites  dans le livre American Victorian Architecture (Architecture américaine victorienne).

## Collections et musées
Voici la plupart des sites où l'on peut trouver ces photos :
- Bibliothèque publique de Boston
- Institut d'art de Chicago
- Bibliothèque nationale de France (BnF)
- Library of Congress des États-Unis
- Metropolitan Museum
- Avery Architectural and Fine Arts Library
- George Eastman House
- Centre canadien d'architecture
- Santa Barbara Museum of Art
- Ministère de la Culture (France)
- University of Wisconsin-Milwaukee
- Jean Paul Getty Museum
- University of Louisville
- Technical University of Munich

## Illustrations
Quelques exemples de ce travail peuvent se trouver sur HALIC vieux link or HALIC nouveau link (Historical Architecture and Landscape Image Collection) de l'Institut d'art de Chicago. Taper « Levy ».